# Махмудов, Хамро
Хамро Махмудов — советский хозяйственный, государственный и политический деятель, депутат Верховного Совета Узбекистана I—VI созывов, член ЦК КП Узбекистана..

## Биография
Хамро Махмудович Махмудов родился в 1908 году в кишлаке Богиафзал Шафирканского района Бухарской области.
Окончил Бухарский сельскохозяйственный техникум по специальности «полеводство» (1959), одногодичные курсы при ЦК ВКП (б) (1949). Член КПСС с 1931 г.
- 1925—1926 — рабочий пескоукрепительной партии, секретарь комсомольской организации
- 1927—1928 — учащийся средней школы
- 1928—1930 — курсант совпартшколы
- 1930—1931 — пропагандист Бухарского горкома КП (б) Узбекистана
- 1931—1933 — заведующий отделом Ташкентского райкома КП(б) Узбекистана
- 1933 — слушатель курсов переподготовки совпартработников
- 1933—1937 — заведующий отделом Шафирканского райкома КП (б) Узбекистана
- 1937—1939 — первый секретарь Шафирканского райкома КП (б) Узбекистана
- 1939—1940 — первый секретарь Калининского райкома КП (б) Узбекистана
- 1940—1941 — первый секретарь Сурхандарьинского окружкома КП (б) Узбекистана
- 1941 — первый секретарь Джамбайского райкома КП (б) Узбекистана
- 1941—1942 — первый секретарь Янгиюльского райкома КП (б) Узбекистана
- 1942—1948 — первый секретарь Свердловского райкома КП (б) Узбекистана
- 1948—1950 — второй секретарь Бухарского обкома КП (б) Узбекистана
- 1950—1952 — председатель Бухарского облисполкома
- 1952—1960 — первый секретарь Бухарского райкома КП Узбекистана
- 1960—1964 — начальник Бухарского областного управления по строительству в колхозах
- 1964—1971 — управляющий Бухарским областным трестом «Узколхозстрой»
- 1971—1977 — заместитель директора овощемолочного совхоза имени М. В. Фрунзе г. Бухары
- 1977 — персональный пенсионер союзного значения

Умер 1 июля 1988 года. Похоронен в кишлаке Богиафзал.

## Семья
Внук — российский миллиардер Искандар Кахрамонович Махмудов.
Сын - узбекский миллионер Мухмудов, Уткир Хамраевич